# ニフラテル
ニフラテル（英：Nifuratel）（商品名Macmiror、またはナイスタチンとの配合剤のMacmiror Complex）は婦人科学で使用される薬剤である。局所的な抗原虫薬、抗真菌薬であり、経口投与も可能である。ニフラテルは米国での使用は認可されていない。
ニフラテルは幅広い抗菌スペクトルを持ち、クラミジア・トラコマチスやマイコプラズマのみならずカンジダの真菌感染症にも有効である。
経口またはvaginal pessaryとして、特に正確な診断がつかない場合に泌尿生殖器の種々の感染症の治療に使用される。例えば、原因がTrichomonas vaginalisなのかCandida albicansなどのカンジダ株なのか不明な膣分泌液が認められる女性の治療に使用されることがある。
副作用は微小あるいは存在しないようであり、安全なtoxicological profileを持つ。

## References
1. ↑  “Treatment of candidal urinary tract infection with nifuratel”. British Medical Journal 2 (6041):  908–10. (October 1976). doi:10.1136/bmj.2.6041.908. PMC 1688487. PMID 974657.
2. ↑  “Microbiological and pharmaco-toxicological profile of nifuratel and its favourable risk/benefit ratio for the treatment of vulvo-vaginal infections. A review”. Arzneimittel-Forschung 52 (1):  8–13. (2002). doi:10.1055/s-0031-1299849. PMID 11838277.